# Windy Corner (Man)

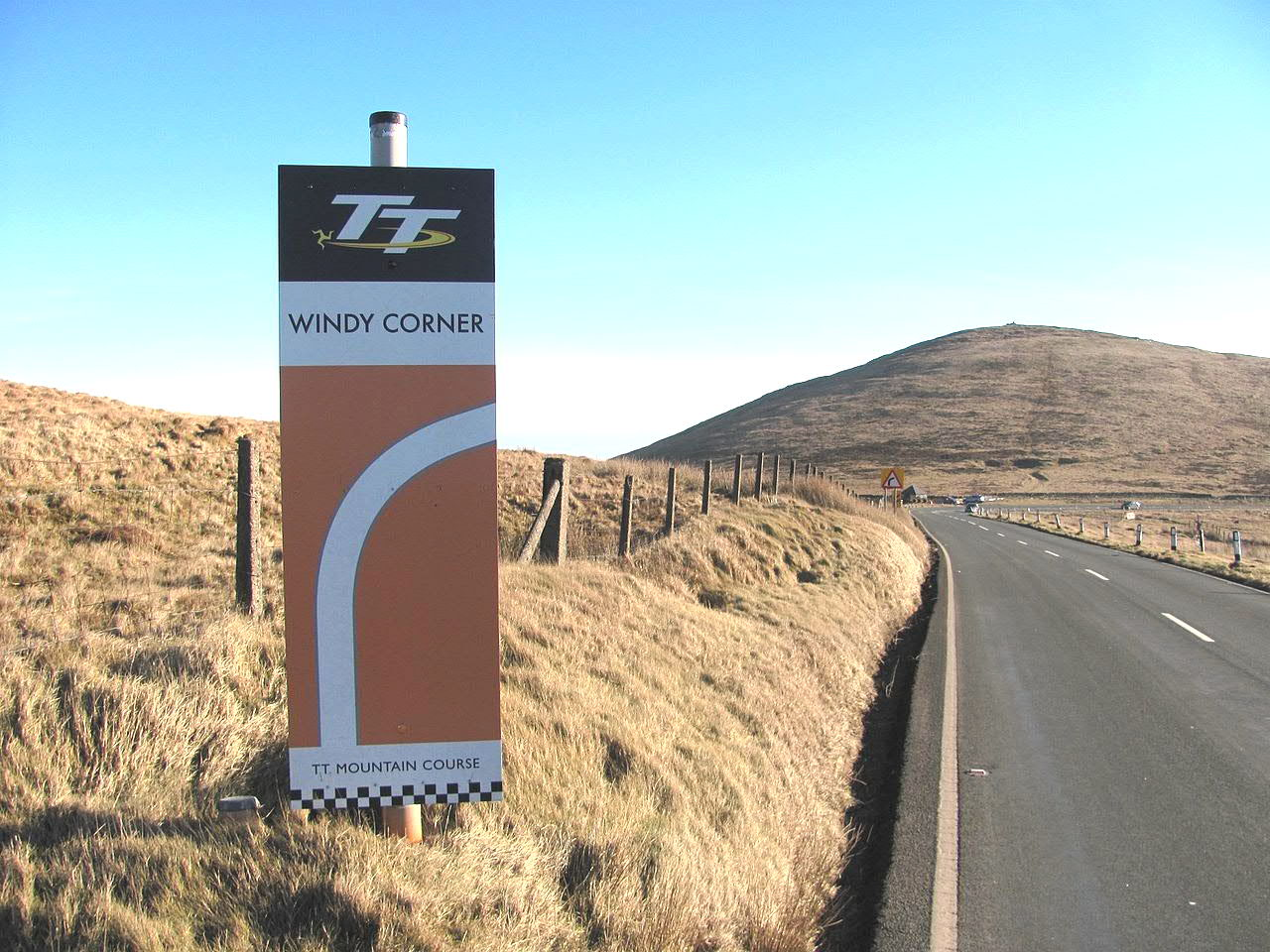

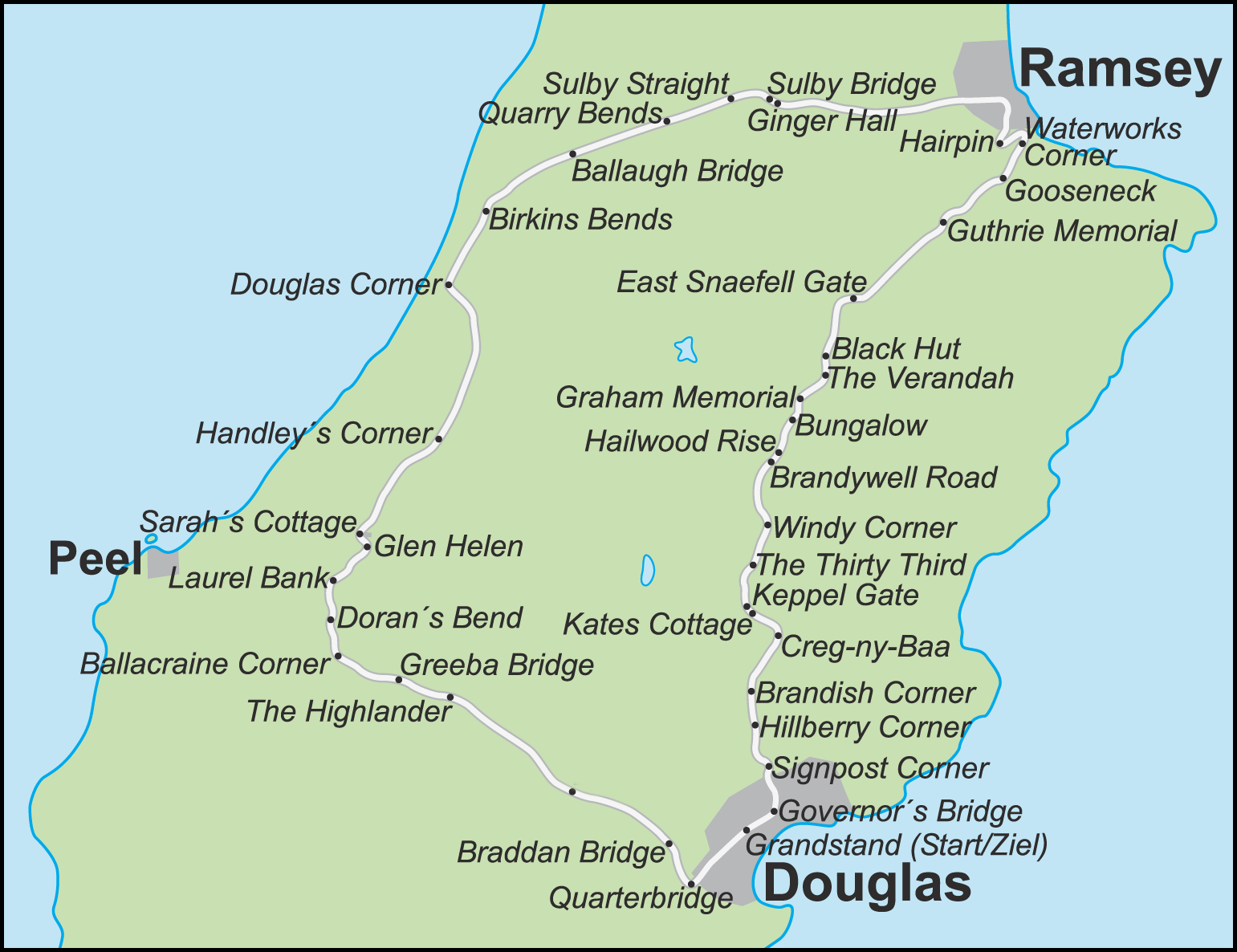
Windy Corner ligt op het oostelijk deel van het circuit, halverwege tussen Ramsey en Douglas

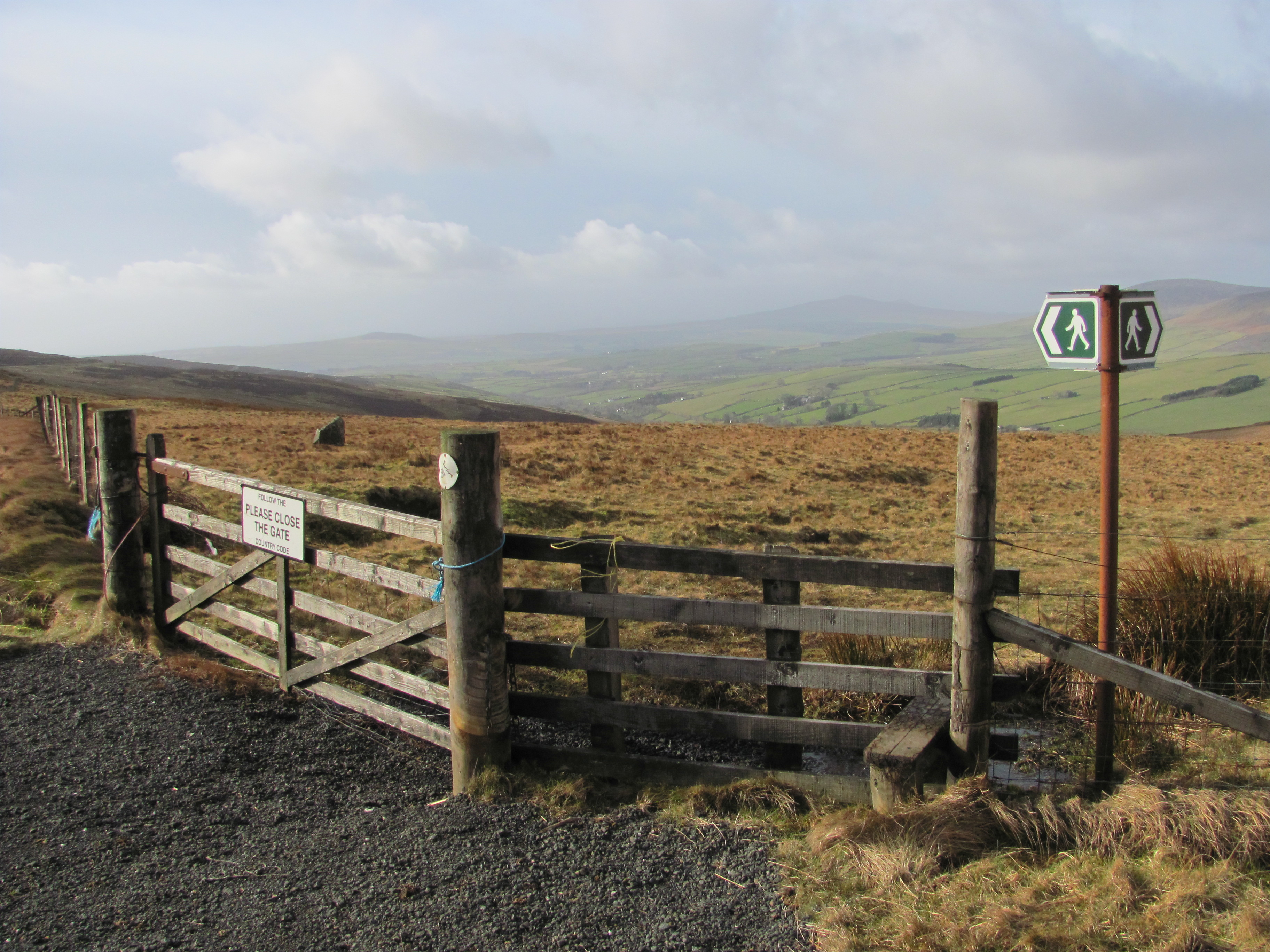
Het voetpad vanaf Windy Corner naar Nobles Park

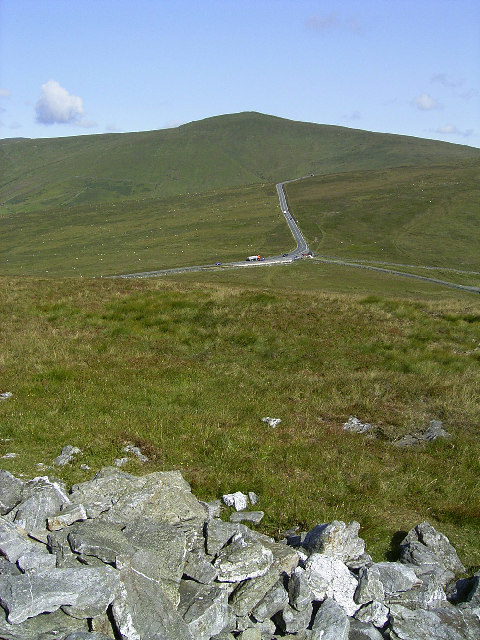
Windy Corner gezien vanaf de top van Cairn Gerjoil met op de achtergrond Beinn-y-Phott mountain

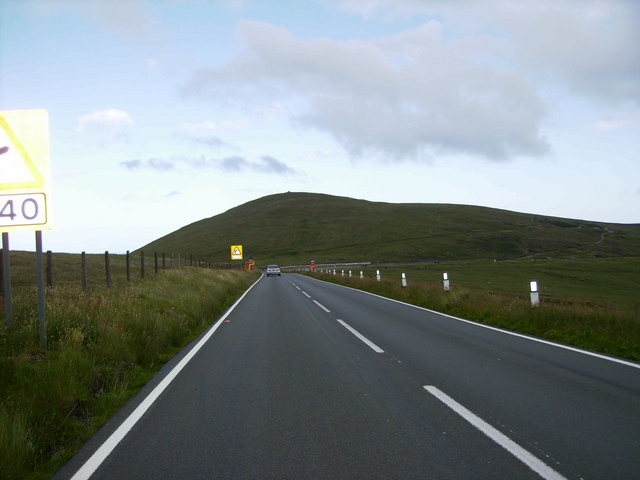
De afdaling vanaf Brandywell en de 32nd Milestone richting Windy Corner

Windy Corner (Voorheen: Nobles Corner) is een bocht in de A18 in de Civil parish Lonan op het eiland Man. De bocht ligt min of meer tussen de heuvels Mullagh Ouyr aan de noordkant en Cairn Gerjoil aan de oostkant. Het winderige dal ertussen, met een klein onverhard weggetje (Nobles Park Road) dat aansluit op de B12 Creg-ny-Baa Back Road/Bayr Bygoad richting Laxey en het feit dat de wind vanaf de Ierse zee rondom de Cairn Gerjoil draait geeft het gebied zijn naam.

## Slieau Lhost Quarry
500 meter van Windy Corner ligt de voormalige steengroeve ("quarry") Slieau Lhost. Op het terrein staan tegenwoordig de schietbanen die gebruikt worden door de Peveril Rifle Club.

## Isle of Man TT en Manx Grand Prix
Windy Corner ligt tussen de 32e en de 33e mijlpaal van de Snaefell Mountain Course, het stratencircuit dat wordt gebruikt voor de Isle of Man TT en de Manx Grand Prix. Hij maakte ook al deel uit van de Highroads Course en de Four Inch Course, waarop tussen 1904 en 1911 de Gordon Bennett Trial en de Tourist Trophy voor auto's werden verreden.

### Circuitverloop
Tot 1922 was de weg niet breder dan een karrenspoor, hoewel al eerste pogingen met verharding werden gedaan door teer over de macadamweg te spuiten. In 1922 werd de weg flink verbreed, maar in de jaren dertig klaagden coureurs over een verraderlijke verkanting van de weg. Tot ca. 1960 werd het zicht op de apex van de bocht ontnomen door de betonnen palen van de afzetting voor de schapen, maar die zijn intussen verwijderd. In de jaren zestig spraken coureurs over een tweede versnellingsbocht met snelheden van 90 tot 100 km/h, maar Tom Herron reed halverwege de jaren zeventig met zijn Yamaha TZ 750 al in de derde versnelling en tegenwoordig wordt al de vierde versnelling gebruikt. De bocht is dan ook voortdurend verbeterd en verbreed voor het gewone verkeer, wat de snelheden tijdens de races ook ten goede kwam. De laatste verbeteringen uit het voorjaar van 2006 leverden volgens zijspancoureur Dave Molyneux een verbetering van de rondetijd met 4 seconden op. John McGuinness klaagde na de eerste trainingen dat zijn knie-protectors bleven haken achter de kattenogen die aan de zijkant van de weg waren aangebracht. De buitenbocht van Windy Corner is altijd verraderlijk geweest. In de beginjaren stond er een muur, die in de loop der tijd steeds verder naar achteren is verplaatst. De "vrije ruimte" is jarenlang een grindbak geweest om het normale verkeer dat te snel door de bocht ging op te vangen, maar voor de coureurs was het vrijwel onmogelijk om hier overeind te blijven.
De beste coureurs proberen de drie bochten bij Duke's als één bocht te nemen om zo veel mogelijk snelheid mee te nemen richting Windy Corner. Een snelle uitgang van Windy Corner weegt zwaar, want ook nu is de snelheid bepalend voor het rechte stuk richting Thirty-Third en Keppel Gate.

### Wind, regen en mist
De wind heeft bij Windy Corner zeker invloed op de stabiliteit van de motorfietsen, maar de races worden vaker beïnvloed door slecht zicht door regen en vooral de "Mantle of Mona", de mist die op de hele Mountain Section snel kan opkomen. Tegenwoordig worden trainingen en races daarvoor stilgelegd, maar in het verleden moesten coureurs hun weg zoeken terwijl het zicht soms minder dan 20 meter was. Het kon gebeuren dat een coureur viel op een plaats waar marshals en publiek het niet zagen gebeuren. Al in 1912, de tweede keer dat het circuit werd gebruikt, miste Harrison Watson door de dichte mist de bocht. Hij brak bij zijn val zijn voorvork, maar wist een lift te krijgen op de bagagedrager van een andere coureur. Tommy Robb miste de bocht in de stromende regen tijdens de trainingen van 1960, ook al omdat hij zijn stofbril niet tegen beslaan behandeld had. Hij brak zijn nek bij zijn val maar herstelde, aanvankelijk in Nobles Hospital in Douglas, later in het ziekenhuis van Belfast. In 1973 won hij zelfs de Lightweight TT.

## Voorvallen bij Windy Corner
- 1948: De Zuid-afrikaan Johan Erik ("Bob") van Tilburg (AJS) verongelukte tijdens de training van de Junior TT bij Windy Corner.
- 1974: Tijdens de training van de Manx Grand Prix verongelukte de Brit Nigel Christian met een 250 cc Yamaha bij Windy Corner

## Trivia
- Ronald Clarke kreeg in 1920 een lekke band, waardoor hij op een velg naar de finish in Douglas moest rijden. Daardoor viel hij bij Keppel Gate en finishte hij als vierde in de Junior TT, die hij anders gemakkelijk had gewonnen. Dat was een enorme prestatie, want de Junior was bestemd voor 350 cc motoren, terwijl Clarke op een 211 cc Levis tweetaktmotor reed. Clarke werd na de streep vanwege uitputtingsverschijnselen naar het Nobles Hospital gebracht.
- Jimmie Simpson's motor stopte er begin jaren twintig mee bij Brandywell. Vanaf dat punt ging de weg bergaf, maar het besluit om de machine tot bij de finish te laten rollen was toch te optismistisch. Bij Windy Corner hield een toeschouwer een fles bier voor zijn neus. Simpson verklaarde later: "I just could not pass it". Toen hij de fles leeg had onderzocht hij zijn motorfiets en ontdekte een verstopte sproeier. Toen die schoon was kon hij verder rijden en hij werd toch nog achtste.
- Howard R. Davies verloor in 1921 doordat hij een band van zijn AJS moest plakken de leiding van de Junior TT aan Jim Whalley. Later kreeg Whalley ook in Windy Corner een lekke band aan zijn Massey-Aran. Hij viel hard en bloedde hevig. Hij wist zijn motorfiets aan de praat te krijgen, maar die stond vast in de tweede versnelling. Op de velg, met zijn uitlaat over de grond slepend, wist hij de finish te halen. Davies werd uiteindelijk tweede, Whalley vijfde.
- Het slechte zicht bij Windy Corner besliste de Senior TT van 1954. Het weer was bijzonder slecht door de regen. Geoff Duke (Gilera) leidde de race vóór Ray Amm (Norton), maar hij tankte in de derde ronde. Amm zou dat in de vierde ronde doen, maar omdat het zicht bij Windy Corner nog maar 20 meter was, werd de race afgevlagd, Amm hoefde niet te tanken en werd winnaar. Het leidde tot een protest van het Gilera-team omdat men bij Norton op de hoogte zou zijn gesteld van het besluit.
- In 1923 verklaarde dominee Bertie Reid, die dacht dat hij meer beroemde coureurs in de echt had verbonden dan welke andere dominee dan ook, dat het stuk tussen Windy Corner en Keppel Gate het gevaarlijkste deel van het circuit was, want "daar kwam ik ooit een meisje tegen en daar ben ik mee getrouwd".
- Toen Tommy Robb in 1960 zijn nek brak bij Windy Corner werd hij naar Nobles Hospital in Douglas gebracht. Daar deelde hij een zaal met collega's: Ernst Degner, Eric Oliver en Mitsuo Itoh. Itoh had zijn been gebroken, maar wilde niet in het ziekenhuis blijven. Hij was met zijn Colleda-team voor het eerst in Europa en waarschijnlijk voelde hij zich niet op zijn gemak. Hij knipte het gipsverband los en ontsnapte door een wc-raam.
- De Senior TT van 1967 was spannend. Het ging tussen Mike Hailwood op zijn sterke maar slecht sturende Honda RC 181 en Giacomo Agostini op de MV Agusta. Hailwood had de tijd die hij verloren had door een kapotte twist grip praktisch goed gemaakt, maar de rondetijden ontliepen elkaar niet veel, tot Ago's ketting bij Windy Corner brak. Hij kon nog naar de pit, maar zijn achtertandwiel was te veel beschadigd om een nieuwe ketting te monteren. Daardoor won Hailwood in dat jaar drie klassen: De Junior TT, de Lightweight TT en de Senior TT. Iedereen reed met een Britse Renold ketting, behalve Agostini, die een Italiaanse Regina gemonteerd had. Hoewel dit goede reclame voor Renold was lag de oorzaak waarschijnlijk toch bij de rijstijl van Agostini. Hij hield wel van wat show en vermaakte het publiek waar hij kon met wheelie's en sprongen. Iedereen maakte een sprongetje bij Ballaugh Bridge, maar Ago deed het ook bij Creg Willey's Hill en Ballacrye en Ago's Leap (Ago's Sprong) dankt er zelfs zijn naam aan.
- Mike Hailwood kwam in 1978, het jaar van zijn comeback op Man, tijdens de Senior TT met een lege tank te staan bij Windy Corner. Hij leende benzine van een toeschouwer en won een zilveren replica.[1] Hailwood was sportief genoeg om toe te geven dat hij hulp van buitenaf had gehad en werd min of meer op eigen verzoek gediskwalificeerd.

(Markante punten in cursief zijn onofficiële punten of worden alleen gebruikt binnen Marshal Sectors)
1e mijl:
TT Grandstand ·
Nobles Park ·
St Ninian's Crossroads ·
Bray Hill ·
Ago's Leap ·
Quarterbridge Road ·
1st Milestone ·
2e mijl:
Wal Handley Memorial Seat ·
Quarterbridge ·
Port-y-Chee Meadow ·
Braddan Bridge ·
Jubilee Oak ·
Braddan Bridge House ·
Braddan Depot ·
Snugborough (Cronk Dhoo) ·
2nd Milestone ·
3e mijl:
Union Mills (Mullen Dhoo, Mwyllin Dhoo Aah, Mullin Doway) ·
Railway Inn ·
Ballahutchin Hill (Elm Bank Hill) ·
3rd Milestone ·
4e mijl:
Ballafreer ·
Glenlough ·
Ballagarey Corner ·
Glen Vine (Glen Darragh) ·
Ballabeg ·
4th Milestone ·
5e mijl:
Crosby ·
Crosby Left (Vicarage Corner) ·
Crosby Cross-Roads ·
5th Milestone ·
6e mijl:
Crosby Hill (Ballaglonney Hill of Halfway Hill) ·
Halfway House (The Waggon & Horses) ·
St Trinian's ·
The Highlander ·
Greeba Verandah ·
Pear Tree Cottage ·
Greeba Castle ·
6th Milestone ·
7e mijl:
Appledene (Shimmin's Corner) ·
Central Valley (Greeba Gap) ·
Greeba Bridge ·
The Hawthorn ·
Knock Breck ·
Gorse Lea ·
7th Milestone ·
8e mijl:
Ballagarraghyn ·
Ballacraine ·
Ballaspur ·
Ballig ·
8th Milestone ·
9e mijl:
Ballig Bridge ·
Doran's Bend ·
Laurel Bank ·
9th Milestone ·
10e mijl
Glen Moar Mill ·
Black Dub ·
Quarter-Distance Marker ·
The Vaish ·
Glen Helen (Glen Rhenass) ·
Sarah's Cottage ·
Creg Willey's Hill ·
10th Milestone ·
11e mijl:
Lambfell Beg ·
Lambfell (Moar) Cottage ·
Cronk-y-Voddy (Cronk-y-Voddy Straight) ·
Cronk-y-Voddy Cross Roads ·
Molyneux's ·
Cronk Bane Farm ·
11th Milestone ·
12e mijl:
Drinkwater's Bend ·
Handley's Corner (Cronk-y-Fedjag, Ballamenagh) ·
12th Milestone ·
13e mijl:
McGuinness's (Shoughlaigue Bridge) ·
Ballaskyr ·
Barregarrow Cross Roads (Cronk Aashen) ·
Barregarrow ·
Little Bray ·
Barregarrow Bottom ·
Cammal Farm ·
Cronk Urleigh ·
13th Milestone ·
14e mijl:
Ballalonna Bridge ·
Westwood Corner ·
Ballakinnag ·
14th Milestone ·
15e mijl:
Douglas Road Corner ·
Glen Wyllin Corner ·
The Mitre ·
Dave Saville Memorial Seat ·
Kirk Michael ·
The White House ·
15th Milestone ·
16e mijl:
Birkin's Bend ·
Rhencullen ·
Bishopscourt ·
Bishopscourt Farm Bends ·
Bishopscourt Straight ·
Orrisdale North ·
16th Milestone ·
17e mijl:
Dub Cottage (Bishop's Dub) ·
Alpine Cottage ·
Balla Cobb ·
17th Milestone ·
18e mijl:
Ballaugh Bridge ·
Ballaugh ·
Gwen's ·
Ballacrye Corner ·
Ballacrye ·
18th Milestone ·
19e mijl:
Quarry Bends ·
Ballavolley ·
Wildlife Park ·
Sulby Straight ·
Half-distance Marker ·
19th Milestone ·
20e mijl:
Sulby ·
Sulby Glen Hotel ·
Sulby Crossroads ·
Sulby Bridge ·
20th Milestone ·
21e mijl:
Ginger Hall ·
Kerrowmoar ·
21st Milestone ·
22e mijl:
Glen Duff ·
Glentramman ·
Temple Corner (Water Through Corner) ·
Glentramman Loop Road ·
Churchtown ·
Caravan ·
22nd Milestone ·
23e mijl:
Lezayre War Memorial ·
Ballakillingan ·
Conker Fields ·
K-tree ·
Sky Hill ·
Milntown Cottage (Pinfold Cottage) ·
Milntown Bridge (Glen Auldyn Bridge) ·
Milntown ·
Gardener's Lane ·
23rd Milestone ·
24e mijl:
Lezayre Road ·
School House Corner (Crossags, Russel's Corner) ·
Parliament Square ·
Queen's Pier Road ·
Ramsey Depot ·
Cruickshanks Corner ·
May Hill ·
24th Milestone ·
25e mijl:
Whitegates ·
Stella Maris ·
Ramsey Hairpin ·
Little Gooseneck ·
Water Works Corner ·
Ballure Reservoir ·
Mountain Section ·
Tower Bends ·
25th Milestone ·
26e mijl:
Gooseneck ·
Joey's (26th Milestone) ·
27e mijl:
Guthrie's Memorial ·
The Cutting ·
27th Milestone ·
28e mijl:
Milligan's Bridge ·
Mountain Mile ·
28th Milestone ·
29e mijl:
Three-Quarter distance marker ·
Mountain Box (East Mountain Gate, East Snaefell Gate) ·
29th Milestone ·
30e mijl:
Casey's (Rice's Corner, George's Folly) ·
Black Hut (Stonebreakers Hut, Shepherd's Hut) ·
John Smyth Memorial Shelter ·
Verandah ·
30th Milestone ·
31e mijl:
Bungalow Bridge ·
Stonebridge ·
Les Graham Memorial ·
Bungalow Bends ·
McIntyre Box ·
Murray's Museum ·
Joey Dunlop Memorial ·
The Bungalow ·
31st Milestone ·
32e mijl:
Hailwood's Rise ·
Hailwood's Height ·
Brandywell (West Mountain Gate, Beinn-y-Phott Gate, Bungalow Gate) ·
Duke's (32nd Milestone) ·
33e mijl:
Windy Corner (Nobles Corner) ·
Nobles Park Road ·
Slieu Lhost Quarry ·
Thirty-Third (33rd Milestone) ·
34e mijl:
Keppel Gate (Clarke's Corner) ·
Kate's Cottage (Shepherd's House) ·
34th Milestone ·
35e mijl:
Creg-ny-Baa (the Keppel Hotel) ·
Gob-ny-Geay (Sunny Orchard) ·
35th Milestone ·
36e mijl:
Brandish Corner (Telegraph Hill, O'Donnell's en Upper Hillberry Corner) ·
Hillberry Corner ·
36th Milestone ·
37e mijl:
Glen Dhoo Farm ·
Hillberry Road ·
Cronk-ny-Mona ·
Johnny Watterson's Lane ·
Signpost Corner ·
Bedstead Corner ·
The Nook ·
37th Milestone ·
38e mijl:
Bemahague ·
Governor's Bridge ·
Governor's Dip ·
Glencrutchery Road ·
38th Milestone